# Erskine Tate
Erskine Tate (ur. 19 grudnia 1895 w Memphis, zm. 17 grudnia 1978 w Chicago) – afroamerykański muzyk jazzowy, skrzypek, bandlider, kompozytor i pedagog muzyczny, pionier jazzu chicagowskiego.

## Życiorys
Studiował muzykę w Lane College w Jackson w stanie Tennessee oraz w The American Conservatory w Chicago. Karierę muzyczną rozpoczął w Chicago w 1912. Był jednym z pionierów jazzu chicagowskiego.
Od 1919 do 1928 prowadził orkiestrę w The Vendome Theater. Był to kinoteatr, w którym jego zespół ilustrował muzyką nieme filmy, wykonując obok lekkich utworów z repertuaru klasycznego, m.in. kompozycje Gioacchino Rossiniego, Ludwiga van Beethovena i Richarda Wagnera. W przerwach między projekcjami orkiestra zabawiała publiczność, grając hot jazz. Pierwotnie był to zespół dziewięcioosobowy. Jednak w połowie lat 20. jego lider poszerzył skład do piętnastu instrumentalistów. W tym czasie orkiestra nagrywała dla wytwórni płytowych OKeh i Vocalion. Występowali w niej m.in. Louis Armstrong, Lil Hardin Armstrong, Eddie South, Ed Atkins, Freddie Keppard, Buster Bailey, Teddy Weatherford, Preston Jackson, Milt Hinton, Fats Waller i Teddy Wilson.
Po odejściu z The Vandome do 1930 prowadził orkiestrę w The Metropolitan Theater, a następnie – do 1932 w The Michigan Theater, z którymi często występował w lokalnych maratonach tanecznych. W kolejnych latach kierował kilkoma orkiestrami w Chicago. Ponadto przez dłuższy czas prowadził zespół w miejscowym Cotton Clubie.
W 1945 otworzył w Chicago własne studio muzyczne i rozpoczął nauczanie. W latach 50. i 60. był jednym z najbardziej cenionych pedagogów muzycznych w Wietrznym Mieście.

## Wybrana dyskografia
- Erskine Tate's Vendome Orchestra[3]
  - 1923 Chinaman Blues/Cutie Blues (Okeh Records)
  - 1926 Strut/Stomp Off, Let's Go (Vocalion Records)
- Różni wykonawcy[3]
  - 1977 Sweet And Low Blues – Big Bands And Territory Bands Of The 20s (New World Records) – utwór: Static Strut